# Xerotyphlops
Genre
Xerotyphlops est un genre de serpents de la famille des Typhlopidae. 

## Répartition
Les 5 espèces de ce genre se rencontrent en Europe du Sud, dans le nord de l'Afrique, au Moyen-Orient et en Asie centrale.

## Liste d'espèces
Selon The Reptile Database (9 novembre 2017) :
- Xerotyphlops etheridgei (Wallach, 2002)
- Xerotyphlops luristanicus Torki, 2017
- Xerotyphlops socotranus (Boulenger, 1889)
- Xerotyphlops vermicularis (Merrem, 1820)
- Xerotyphlops wilsoni (Wall, 1908)

## Publication originale
- Hedges, Marion, Lipp, Marin & Vidal, 2014 : A taxonomic framework for typhlopid snakes from the Caribbean and other regions (Reptilia, Squamata). Caribbean Herpetology vol. 49, p. 1–61 (texte intégral).